# ツカツクリ科
ツカツクリ科（ツカツクリか、Megapodiidae）は、鳥綱キジ目に属する科。

## 分布
アメリカ合衆国（マリアナ諸島）、インド（ニコバル諸島）、インドネシア、オーストラリア、トンガ、バヌアツ、パラオ、フィリピン

## 形態
全身は黒や褐色の羽毛で覆われる。種によっては頭部に羽毛がなく皮膚が露出し、鶏冠や肉垂がある。

## 分類
エボシツカツクリ属　Aepypodius
- Aepypodius arfakianus エボシツカツクリ　Wattled Brush-turkey
- Aepypodius bruijnii　ワイゲオツカツクリ　Bruijin's brush-turkey

ヤブツカツクリ属　Alectura
- Alectura lathami　ヤブツカツクリ　Australian brush-turkey

モルッカツカツクリ属 Eulipoa
- Eulipoa wallacei　モルッカツカツクリ　Moluccan Megapode

クサムラツカツクリ属　Leipoa
- Leipoa ocellata　クサムラツカツクリ　Malleefowl

セレベスツカツクリ属　Macrocephalon
- Macrocephalon maleo　セレベスツカツクリ　Maleo

ツカツクリ属　Megapodius
- Megapodius cumingii　パラワンツカツクリ
- Megapodius freycinet　ツカツクリ　Dusky megapode
- Megapodius laperouse　マリアナツカツクリ　Micronesian scrubfowl
- Megapodius layardi　バヌアツツカツクリ　Vanuatu scrubfowl
- Megapodius nicobariensis　ニコバルツカツクリ　Nicobar scrubfowl
- Megapodius pritchardii　トンガツカツクリ　Niuafoou scrubfowl
- Megapodius reinwardt　オーストラリアツカツクリ　Orange-footed scrubfowl など

パプアツカツクリ属　Talegalla
- Talegalla cuvieri アカハシツカツクリ Red-billed Brush-turkey
- Talegalla fuscirostris ハシグロツカツクリ Black-billed Brush-turkey
- Talegalla jobiensis チャエリツカツクリ Brown-collared Brush-turkey

## 生態
森林に生息する。
食性は雑食で、昆虫類、甲殻類、貝類、果実、種子などを食べる。
繁殖形態は卵生。本科の構成種は鳥綱では唯一抱卵を行わない。地面に穴を掘ったり、塚状の巣を作りその中に卵を産む。卵は日光や地熱、巣材植物質の発酵熱により温められ孵化する。穴や塚の中の温度は掘り起こしたり、逆に砂や落ち葉をかけることで調整する。

## 人間との関係
生息地では卵も含めて食用とされることもある。
開発による生息地の破壊、食用の乱獲、人為的に移入された動物による食害などにより生息数が減少している種もいる。